# 1908년 하계 올림픽 영국 선수단
영국은 1908년 자국 런던에서 열린 제4회 하계 올림픽은 24개 종목 선수 735명으로 구성된 선수단이 참가했다.

## 선수 집계
| 종목     | 남자 | 여자 | 합계 |
| -------- | ---- | ---- | ---- |
| 다이빙   | 16   |      | 16   |
| 라켓     | 7    |      | 7    |
| 라크로스 | 12   |      | 12   |
| 럭비     | 15   |      | 15   |
| 레슬링   | 53   |      | 53   |
| 모터보트 | 12   | 1    | 12   |
| 복싱     | 32   |      | 32   |
| 사격     | 67   |      | 67   |
| 합계     | 696  | 39   | 735  |

## 메달 집계

### 메달리스트
| 메달 | 이름 | 종목     | 세부 종목                  | 날짜      |
| ---- | --- | -------- | -------------------------- | --------- |
|      | 이반 노엘 | 라켓     | 남자 단식                  | 5월 1일   |
|      | 베인 페널 존 제이콥 애스터 | 라켓     | 남자 복식                  | 5월 1일   |
|      | 조지 드 렐리스코 | 레슬링   | 남자 자유형 라이트급       | 7월 24일  |
|      | 스탠리 베이컨 | 레슬링   | 남자 자유형 미들급         | 7월 22일  |
|      | 콘 오켈리 | 레슬링   | 남자 자유형 헤비급         | 7월 23일  |
|      | 버너드 레드우드 이삭 토머스 토니크로프트 존 필드 리차즈 | 모터보트 | B 클래스                   | 8월 28일  |
|      | 버너드 레드우드 이삭 토머스 토니크로프트 존 필드 리차즈 | 모터보트 | C 클래스                   | 8월 29일  |
|      | 헨리 토머스 | 복싱     | 남자 밴텀급                | 10월 27일 |
|      | 리차드 건 | 복싱     | 남자 페더급                | 10월 27일 |
|      | 프레더릭 그레이스 | 복싱     | 남자 라이트급              | 10월 27일 |
|      | 조니 더글라스 | 복싱     | 남자 미들급                | 10월 27일 |
|      | 조슈아 밀너 | 사격     | 남자 100yd 자유 소총       | 7월 9일   |
|      | 아서 커널 | 사격     | 남자 고정 타겟 소구경 소총 | 7월 11일  |
|      | 헨리 리프 | 라켓     | 남자 단식                  | 5월 1일   |
|      | 세실 브라우닝 에드먼드 버리 | 라켓     | 남자 복식                  | 5월 1일   |
|      | 구스타브 알렉산더 노먼 위틀리 레지널드 마틴 에드워드 존스 에릭 더턴 윌프리드 존슨 조지 버클랜드 존슨 파커 스미스 찰스 스콧 허버트 램세이 G. 메이슨 S. N. 헤이스                       | 라크로스 | 남자                       | 10월 24일 |
|      | 니콜라스 트리거타 리차드 재킷 버니 솔로몬 버트 솔로몬 아서 윌슨 에드워드 재킷 제임스 다베이 존 트리바스키스 토머스 위지 A. 로레이 A. 윌콕스 C. R. 마셸 E. J. 존스 J. T. 조스 L. F. 딘 | 럭비     | 남자                       | 10월 26일 |
|      | 윌리엄 우드 | 레슬링   | 남자 자유형 라이트급       | 7월 24일  |
|      | 조지 드 렐리스코 | 레슬링   | 남자 자유형 미들급         | 7월 22일  |
|      | 윌리엄 프레스 | 레슬링   | 남자 자유형 밴텀급         | 7월 20일  |
|      | 제임스 슬림 | 레슬링   | 남자 자유형 페더급         | 7월 20일  |
|      | 존 컨던 | 복싱     | 남자 밴텀급                | 10월 27일 |
|      | 찰스 모리스 | 복싱     | 남자 페더급                | 10월 27일 |
|      | 프레더릭 스필러 | 복싱     | 남자 라이트급              | 10월 27일 |
|      | 아서 풀턴 윌리엄 패드깃 존 마틴 플리우드 베를리 필립 리차드슨 허코트 오먼드선 | 사격     | 남자 군사 소총 단체전      | 7월 11일  |
|      | 해럴드 험비 | 사격     | 남자 고정 타겟 소구경 소총 | 7월 11일  |
|      | 존 제이콥 애스터 | 라켓     | 남자 단식                  | 5월 1일   |
|      | 헨리 프렁험 | 라켓     | 남자 단식                  | 5월 1일   |
|      | 이반 노엘 헨리 리프 | 라켓     | 남자 복식                  | 5월 1일   |
|      | 알버트 긴젤 | 레슬링   | 남자 자유형 라이트급       | 7월 24일  |
|      | 프레더릭 벡 | 레슬링   | 남자 자유형 미들급         | 7월 22일  |
|      | 윌리엄 맥키 | 레슬링   | 남자 자유형 페더급         | 7월 20일  |
|      | 에드워드 베릿 | 레슬링   | 남자 자유형 헤비급         | 7월 23일  |
|      | 윌리엄 웹 | 복싱     | 남자 밴텀급                | 10월 27일 |
|      | 허 로딘 | 복싱     | 남자 페더급                | 10월 27일 |
|      | 해리 존슨 | 복싱     | 남자 라이트급              | 10월 27일 |
|      | 윌리엄 필로 | 복싱     | 남자 미들급                | 10월 27일 |
|      | 모리스 블루드 | 사격     | 남자 100yd 자유 소총       | 7월 9일   |
|      | 조지 번스 | 사격     | 남자 고정 타겟 소구경 소총 | 7월 11일  |

| 종목     | 1  | 2  | 3  | 합계 |
| 레슬링   | 3  | 4  | 4  | 11   |
| 라켓     | 2  | 2  | 3  | 7    |
| 모터보트 | 2  | 0  | 0  | 2    |
| 라크로스 | 0  | 1  | 0  | 1    |
| 럭비     | 0  | 1  | 0  | 1    |
| 합계     | 56 | 51 | 39 | 146  |

## 종목별 성적

### 다이빙
| 선수            | 세부 종목     | 예선  | 예선 | 준결선    | 준결선    | 결선      | 결선      |
| 선수            | 세부 종목     | 점수  | 순위 | 점수      | 순위      | 점수      | 순위      |
| 안토니 베켓     | 3m 스프링보드 | 67.5  | 5    | 진출 못함 | 진출 못함 | 진출 못함 | 진출 못함 |
| 안토니 테일러   | 3m 스프링보드 | 58.8  | 3    | 진출 못함 | 진출 못함 | 진출 못함 | 진출 못함 |
| 윌리엄 벌       | 3m 스프링보드 | 66.0  | 3    | 진출 못함 | 진출 못함 | 진출 못함 | 진출 못함 |
| 윌리엄 웹       | 10m 플랫폼    | 57.7  | 4    | 진출 못함 | 진출 못함 | 진출 못함 | 진출 못함 |
| 윌리엄 호어     | 3m 스프링보드 | 67.8  | 5    | 진출 못함 | 진출 못함 | 진출 못함 | 진출 못함 |
| 윌리엄 호어     | 10m 플랫폼    | 65.2  | 3    | 진출 못함 | 진출 못함 | 진출 못함 | 진출 못함 |
| 조지 케인       | 10m 플랫폼    | 73.1  | 3    | 진출 못함 | 진출 못함 | 진출 못함 | 진출 못함 |
| 토머스 콜린스   | 10m 플랫폼    | 56.5  | 5    | 진출 못함 | 진출 못함 | 진출 못함 | 진출 못함 |
| 토머스 콜린스   | 10m 플랫폼    | 56.5  | 5    | 진출 못함 | 진출 못함 | 진출 못함 | 진출 못함 |
| 토머스 크로스   | 3m 스프링보드 | 64.5  | 4    | 진출 못함 | 진출 못함 | 진출 못함 | 진출 못함 |
| 토머스 해링턴   | 10m 플랫폼    | 53.15 | 6    | 진출 못함 | 진출 못함 | 진출 못함 | 진출 못함 |
| 프랜크 에링턴   | 3m 스프링보드 | 70.83 | 2 Q  | 72.6      | 5         | 진출 못함 | 진출 못함 |
| 해럴드 구드월스 | 10m 플랫폼    | 76.0  | 2 Q  | 59.48     | 4         | 진출 못함 | 진출 못함 |
| 해럴드 스미크   | 3m 스프링보드 | 78.3  | 3    | 진출 못함 | 진출 못함 | 진출 못함 | 진출 못함 |
| 해럴드 클러크   | 3m 스프링보드 | 78.6  | 2 Q  | 81.1      | 4         | 진출 못함 | 진출 못함 |
| 해리 크랜크     | 3m 스프링보드 | 70.3  | 4    | 진출 못함 | 진출 못함 | 진출 못함 | 진출 못함 |
| 허버트 포트     | 3m 스프링보드 | 82.5  | 1 Q  | 79.6      | 3         | 진출 못함 | 진출 못함 |

## 라켓
| 선수                       | 종목 | 예선        | 예선     | 준준결승  | 준준결승  | 준결승                     | 준결승    | 결승                       | 결승      | 최종 순위 |
| 선수                       | 종목 | 상대 선수   | 결과     | 상대 선수 | 결과      | 상대 선수                  | 결과      | 상대 선수                  | 결과      | 최종 순위 |
| -------------------------- | ---- | ----------- | -------- | --------- | --------- | -------------------------- | --------- | -------------------------- | --------- | --------- |
| 벤 페널                    | 단식 | 부전승      | 부전승   | 이반 노엘 | 패 0 : 3  | 진출 못함                  | 진출 못함 | 진출 못함                  | 진출 못함 | 5         |
| 세실 브로닝                | 단식 | 이반 노엘   | 패 1 : 3 | 진출 못함 | 진출 못함 | 진출 못함                  | 진출 못함 | 진출 못함                  | 진출 못함 | 6         |
| 이반 노엘                  | 단식 | 세실 브로닝 | 승 3 : 1 | 벤 페널   | 승 3 : 0  | 존 제이콥 애스터           | 승 3 : 0  | 헨리 리프                  | 승 w/o    | 1         |
| 존 제이콥 애스터           | 단식 | 부전승      | 부전승   | 부전승    | 부전승    | 이반 노엘                  | 패 0 : 3  | 진출 못함                  | 진출 못함 | 3         |
| 헨리 리프                  | 단식 | 부전승      | 부전승   | 부전승    | 부전승    | 헨리 브렁험                | 승 3 : 0  | 이반 노엘                  | 패 0 : 3  | 2         |
| 헨리 브렁험                | 단식 | 부전승      | 부전승   | 부전승    | 부전승    | 헨리 리프                  | 패 0 : 3  | 진출 못함                  | 진출 못함 | 3         |
| 베인 페널 존 제이콥 애스터 | 복식 |             |          |           |           | 이반 노엘 헨리 리프        | 승 4 : 2  | 세실 브로닝 에드먼드 버리  | 승 4 : 1  | 1         |
| 세실 브로닝 에드먼드 버리  | 복식 |             |          |           |           | 부전승                     | 부전승    | 베인 페널 존 제이콥 애스터 | 패 1 : 4  | 2         |
| 이반 노엘 헨리 리프        | 복식 |             |          |           |           | 베인 페널 존 제이콥 애스터 | 패 2 : 4  | 진출 못함                  | 진출 못함 | 3         |

## 라크로스
| #      | 영국 | 점수    | 상대 팀 | 최종 순위 |
| 결승전 | 영국 | 10 - 14 | 캐나다  | 2         |

## 럭비
| 팀   | 종목 | 결승           | 결승      | 최종 순위 |
| 팀   | 종목 | 상대팀         | 경기 결과 | 최종 순위 |
| ---- | ---- | -------------- | --------- | --------- |
| 영국 | 남자 | 오스트랄라시아 | 3 : 32 패 | 2         |

## 레슬링
| 선수                | 세부 종목                 | 32강전 (상대 /결과)      | 16강전 (상대 /결과)      | 8강전 (상대 /결과)     | 준결승 (상대 /결과)   | 3-4위전 (상대 /결과)     | 결승 (상대 /결과)     | 순위      |           |   |
| 로런스 브루스       | 자유형 헤비급             |                          | 아서 밴브루크 (승)       | 에드워드 닉슨 (패)     | 진출 못함             | 진출 못함                | 진출 못함             | 5         |           |   |
| 리차드 커치         | 자유형 페더급             |                          | 아서 고더드 (패)         | 진출 못함              | 진출 못함             | 진출 못함                | 진출 못함             | 9         |           |   |
| 부르스 샌섬         | 자유형 밴텀급             |                          | 조지 슈원 (승)           | 윌리엄 프레스 (패)     | 진출 못함             | 진출 못함                | 진출 못함             | 5         |           |   |
| 스탠리 베이컨       | 그레코로만형 미들급       | 마우리츠 안데르손 (패)   | 진출 못함                | 진출 못함              | 진출 못함             | 진출 못함                | 진출 못함             | 진출 못함 | 17        |   |
| 스탠리 베이컨       | 자유형 미들급             |                          | 헨리 체너리 (승)         | 어브레이 콜레먼 (승)   | 프레더릭 벡 (승)      |                          | 조지 드 렐리스코 (승) | 1         |           |   |
| 시드니 피크         | 자유형 페더급             |                          | 부전승                   | 제임스 슬림 (패)       | 진출 못함             | 진출 못함                | 진출 못함             | 5         |           |   |
| 아서 고더드         | 자유형 페더급             |                          | 리차드 커치 (승)         | 윌리엄 태그 (패)       | 진출 못함             | 진출 못함                | 진출 못함             | 5         |           |   |
| 아서 로즈           | 그레코로만형 라이트급     | 마뢰티 요제프 (패)       | 진출 못함                | 진출 못함              | 진출 못함             | 진출 못함                | 진출 못함             | 진출 못함 | 17        |   |
| 아서 밴브루크       | 그레코로만형 라이트헤비급 | 부전승                   | 오귀스트 메센 (패)       | 카를 옌센 (패)         | 진출 못함             | 진출 못함                | 진출 못함             | 5         |           |   |
| 아서 밴브루크       | 자유형 헤비급             |                          | 로런스 브루스 (패)       | 진출 못함              | 진출 못함             | 진출 못함                | 진출 못함             | 9         |           |   |
| 아서 호킨스         | 그레코로만형 라이트급     | 크리스티안 카를센 (승)   | 라드바니 외된 (패)       | 진출 못함              | 진출 못함             | 진출 못함                | 진출 못함             | 9         |           |   |
| 알버트 긴젤         | 자유형 라이트급           |                          | 부전승                   | 허버트 베일리 (승)     | 조지 드 렐리스코 (패) | 조지 맥킨지 (승)         | 진출 못함             | 3         |           |   |
| 앤드류 위팅스톨     | 그레코로만형 라이트급     | 안데르스 묄레르 (패)     | 진출 못함                | 진출 못함              | 진출 못함             | 진출 못함                | 진출 못함             | 진출 못함 | 17        |   |
| 어브레이 콜레먼     | 자유형 미들급             |                          | 아서 웰리스 (승)         | 스탠리 베이컨 (패)     | 진출 못함             | 진출 못함                | 진출 못함             | 5         |           |   |
| 에드워드 닉슨       | 그레코로만형 라이트헤비급 | 부전승                   | 위리외 사렐라 (패)       | 진출 못함              | 진출 못함             | 진출 못함                | 진출 못함             | 9         |           |   |
| 에드워드 닉슨       | 자유형 헤비급             |                          | 부전승                   | 로런스 브루스 (승)     | 야코브 군데르센 (패)  | 에드워드 닉슨 (패)       | 진출 못함             | 4         |           |   |
| 에드워드 버릿       | 그레코로만형 슈퍼헤비급   |                          |                          |                        |                       | 파이르 후고 (패)         | 진출 못함             | 진출 못함 | 진출 못함 | 5 |
| 에드워드 버릿       | 자유형 헤비급             |                          | 부전승                   | 찰스 브라운 (승)       | 콘 오켈리 (패)        | 에드워드 닉슨 (승)       | 진출 못함             | 3         |           |   |
| 에드워드 블룬트     | 그레코로만형 라이트급     | 부전승                   | 구나르 페르손 (패)       | 진출 못함              | 진출 못함             | 진출 못함                | 진출 못함             | 9         |           |   |
| 에저 베이컨         | 그레코로만형 미들급       | 부전승                   | 요하네스 에릭센 (패)     | 진출 못함              | 진출 못함             | 진출 못함                | 진출 못함             | 9         |           |   |
| 에저 베이컨         | 자유형 미들급             |                          | 조지 브라드쇼 (승)       | 조지 드 렐리스코 (패)  | 진출 못함             | 진출 못함                | 진출 못함             | 5         |           |   |
| 윌리엄 러프         | 그레코로만형 라이트급     | 라드바니 외된 (패)       | 진출 못함                | 진출 못함              | 진출 못함             | 진출 못함                | 진출 못함             | 진출 못함 | 17        |   |
| 월터 웨스트         | 그레코로만형 라이트헤비급 | 미로슬라프 슈스테라 (승) | 베르네르 베크만 (패)     | 진출 못함              | 진출 못함             | 진출 못함                | 진출 못함             | 9         |           |   |
| 윌리엄 맥키         | 자유형 페더급             |                          | 부전승                   | 제임스 와이트 (승)     | 조지 돌 (패)          | 윌리엄 태그 (승)         | 진출 못함             | 3         |           |   |
| 윌리엄 셰퍼드       | 자유형 라이트급           |                          | 부전승                   | 조지 드 렐리스코 (패)  | 진출 못함             | 진출 못함                | 진출 못함             | 5         |           |   |
| 윌리엄 아담스       | 자유형 페더급             |                          | 제임스 웹스터 (패)       | 진출 못함              | 진출 못함             | 진출 못함                | 진출 못함             | 9         |           |   |
| 윌리엄 우드         | 그레코로만형 라이트급     | 카렐 할리크 (승)         | 마뢰티 요제프 (패)       | 진출 못함              | 진출 못함             | 진출 못함                | 진출 못함             | 9         |           |   |
| 윌리엄 우드         | 자유형 라이트급           |                          | 조지 펄크너 (승)         | 존 크러그 (승)         | 조지 맥킨지 (승)      |                          | 조지 드 렐리스코 (패) | 2         |           |   |
| 윌리엄 콕스         | 자유형 밴텀급             |                          | 프레더릭 톰킨스 (패)     | 진출 못함              | 진출 못함             | 진출 못함                | 진출 못함             | 9         |           |   |
| 윌리엄 태그         | 자유형 페더급             |                          | 부전승                   | 아서 고더드 (승)       | 제임스 슬림 (패)      | 윌리엄 맥키 (패)         | 진출 못함             | 4         |           |   |
| 윌리엄 프레스       | 자유형 밴텀급             |                          | 해럴드 와이트럴 (승)     | 브루스 샌섬 (승)       | 프레더릭 톰킨스 (승)  |                          | 조지 메너트 (패)      | 2         |           |   |
| 윌리엄 헨슨         | 자유형 라이트급           |                          | 조지 드 렐리스코 (패)    | 진출 못함              | 진출 못함             | 진출 못함                | 진출 못함             | 9         |           |   |
| 월터 웨스트         | 자유형 헤비급             |                          | 에드워드 버릿 (패)       | 진출 못함              | 진출 못함             | 진출 못함                | 진출 못함             | 9         |           |   |
| 제임스 맥킨지       | 자유형 라이트급           |                          | 부전승                   | 조지 맥킨지 (패)       | 진출 못함             | 진출 못함                | 진출 못함             | 5         |           |   |
| 제임스 슬림         | 자유형 페더급             |                          | 부전승                   | 시드니 피크 (승)       | 윌리엄 태그 (승)      |                          | 조지 돌 (패)          | 2         |           |   |
| 제임스 웹스터       | 자유형 페더급             |                          | 윌리엄 아담스 (승)       | 조지 돌 (패)           | 진출 못함             | 진출 못함                | 진출 못함             | 5         |           |   |
| 제임스 콕스         | 자유형 밴텀급             |                          | 조지 선더스 (패)         | 진출 못함              | 진출 못함             | 진출 못함                | 진출 못함             | 9         |           |   |
| 조셉 호이           | 자유형 라이트급           |                          | 존 크러그 (패)           | 진출 못함              | 진출 못함             | 진출 못함                | 진출 못함             | 9         |           |   |
| 조지 드 렐리스코    | 자유형 라이트급           |                          | 윌리엄 헨슨 (승)         | 윌리엄 셰퍼드 (승)     | 알버트 긴젤 (승)      |                          | 윌리엄 우드 (승)      | 1         |           |   |
| 조지 드 렐리스코    | 자유형 미들급             |                          | 하리 샬스트르프 (승)     | 에저 베이컨 (승)       | 카를 안데르손 (승)    |                          | 스탠리 베이컨 (패)    | 2         |           |   |
| 조지 맥킨지         | 그레코로만형 라이트급     | 구스타프 말스트룀 (패)   | 진출 못함                | 진출 못함              | 진출 못함             | 진출 못함                | 진출 못함             | 진출 못함 | 17        |   |
| 조지 맥킨지         | 자유형 라이트급           |                          | 부전승                   | 제임스 맥킨지 (승)     | 윌리엄 우드 (패)      | 알버트 긴젤 (패)         | 진출 못함             | 3         |           |   |
| 조지 브러드쇼       | 그레코로만형 미들급       | 부전승                   | 프리티오프 모르텐손 (패) | 진출 못함              | 진출 못함             | 진출 못함                | 진출 못함             | 9         |           |   |
| 조지 브러드쇼       | 자유형 미들급             |                          | 에저 베이컨 (패)         | 진출 못함              | 진출 못함             | 진출 못함                | 진출 못함             | 9         |           |   |
| 조지 선더스         | 자유형 밴텀급             |                          | 제임스 콕스 (승)         | 프레더릭 톰킨스 (패)   | 진출 못함             | 진출 못함                | 진출 못함             | 5         |           |   |
| 조지 슈원           | 자유형 밴텀급             |                          | 부르스 샌섬 (패)         | 진출 못함              | 진출 못함             | 진출 못함                | 진출 못함             | 9         |           |   |
| 조지 펄크너         | 그레코로만형 라이트급     | 부전승                   | 안데르스 묄레르 (패)     | 진출 못함              | 진출 못함             | 진출 못함                | 진출 못함             | 9         |           |   |
| 조지 펄크너         | 자유형 라이트급           |                          | 윌리엄 우드 (패)         | 진출 못함              | 진출 못함             | 진출 못함                | 진출 못함             | 9         |           |   |
| 찰스 브라운         | 그레코로만형 라이트헤비급 | 부전승                   | 마르셀 뒤부아 (패)       | 진출 못함              | 진출 못함             | 진출 못함                | 진출 못함             | 9         |           |   |
| 찰스 브라운         | 자유형 헤비급             |                          | 부전승                   | 에드워드 버릿 (패)     | 진출 못함             | 진출 못함                | 진출 못함             | 5         |           |   |
| 콘 오켈리           | 자유형 헤비급             |                          | 리 탈보트 (승)           | 해럴드 포스트킷 (승)   | 에드워드 버릿 (승)    |                          | 야코브 군데르센 (승)  | 1         |           |   |
| 퍼시 코킹스         | 자유형 페더급             |                          | 조지 돌 (패)             | 진출 못함              | 진출 못함             | 진출 못함                | 진출 못함             | 9         |           |   |
| 프랭크 나이트       | 자유형 밴텀급             |                          | 프랭크 데이비스 (패)     | 진출 못함              | 진출 못함             | 진출 못함                | 진출 못함             | 9         |           |   |
| 프랭크 데이비스     | 자유형 밴텀급             |                          | 프랭크 나이트 (승)       | 오베르 코테 (패)       | 진출 못함             | 진출 못함                | 진출 못함             | 5         |           |   |
| 프레더릭 벡         | 그레코로만형 미들급       | 하리 샬스로르프 (승)     | 마우리츠 안데르손 (패)   | 진출 못함              | 진출 못함             | 진출 못함                | 진출 못함             | 9         |           |   |
| 프레더릭 벡         | 자유형 미들급             |                          | 부전승                   | 프레더리코 너전스 (승) | 스탠리 베이컨 (패)    | 카를 안데르손 (승)       | 진출 못함             | 3         |           |   |
| 프레더릭 톰킨스     | 자유형 밴텀급             |                          | 윌리엄 콕스 (승)         | 조지 선더스 (승)       | 윌리엄 프레스 (패)    | 오베르 코테 (패)         | 진출 못함             | 4         |           |   |
| 프레더릭 험프레이스 | 그레코로만형 슈퍼헤비급   |                          |                          |                        |                       | 알렉산드르 페트로프 (패) | 진출 못함             | 진출 못함 | 진출 못함 | 5 |
| 프레더릭 험프레이스 | 자유형 헤비급             |                          | 부전승                   | 야코브 군데르센 (패)   | 진출 못함             | 진출 못함                | 진출 못함             | 5         |           |   |
| 해럴드 와이트럴     | 자유형 밴텀급             |                          | 프랭크 데이비스 (패)     | 진출 못함              | 진출 못함             | 진출 못함                | 진출 못함             | 9         |           |   |
| 해럴드 포스트킷     | 그레코로만형 라이트헤비급 | 마르셀 뒤부아 (패)       | 진출 못함                | 진출 못함              | 진출 못함             | 진출 못함                | 진출 못함             | 진출 못함 | 17        |   |
| 해럴드 포스트킷     | 자유형 헤비급             |                          | 부전승                   | 콘 오켈리 (패)         | 진출 못함             | 진출 못함                | 진출 못함             | 5         |           |   |
| 해리 스프린저       | 자유형 밴텀급             |                          | 부전승                   | 조지 메너트 (패)       | 진출 못함             | 진출 못함                | 진출 못함             | 5         |           |   |
| 허버트 베일리       | 자유형 라이트급           |                          | 부전승                   | 알버트 긴젤 (승)       | 조지 맥킨지 (패)      | 진출 못함                | 진출 못함             | 진출 못함 | 진출 못함 | 5 |
| 헨리 체너리         | 자유형 미들급             |                          | 스탠리 베이컨 (패)       | 진출 못함              | 진출 못함             | 진출 못함                | 진출 못함             | 9         |           |   |

## 모터보트
| 선수                                                          | 종목     | 기록 | 순위 |
| ------------------------------------------------------------- | -------- | ---- | ---- |
| 버너드 레드우드 이삭 토머스 토니크로프트 존 필드 리차즈       | B 클래스 | 불명 | 1    |
| 버너드 레드우드 이삭 토머스 토니크로프트 존 필드 리차즈       | C 클래스 | 불명 | 1    |
| 워릭 라이트 토머스 웨스턴                                     | C 클래스 | DNF  | -    |
| 조셉 프레더릭 레이콕 조지 클로즈 허 그로스브너 G. H. 아트킨슨 | A 클래스 | DNF  | -    |
| 존 마셸 고험                                                  | B 클래스 | DNF  | -    |
| 토머스 스콧 엘리스 A. G. 펜티먼                               | A 클래스 | DNF  | -    |

## 복싱
| 선수                   | 종목     | 16강              | 16강   | 8강                    | 8강       | 준결승                 | 준결승    | 결승              | 결승      | 최종 순위 |
| 선수                   | 종목     | 상대 선수         | 결과   | 상대 선수              | 결과      | 상대 선수              | 결과      | 상대 선수         | 결과      | 최종 순위 |
| ---------------------- | -------- | ----------------- | ------ | ---------------------- | --------- | ---------------------- | --------- | ----------------- | --------- | --------- |
| 루벤 원스              | 미들급   | 샤를 모라르       | KO2 승 | 부전승                 | 부전승    | 조니 더글러스          | KO2 패    | 진출 못함         | 진출 못함 | 4         |
| 리차드 건              | 페더급   |                   |        | 에티엔 푸알로          | KO2 승    | 토머스 링거            | 2:0 승    | 찰스 모리스       | 2:0 승    | 1         |
| 맷 웰스                | 라이트급 | 발데마르 홀베르   | 2:1 승 | 프레더릭 그레이스      | 0:2 패    | 진출 못함              | 진출 못함 | 진출 못함         | 진출 못함 | 4         |
| 시드니 이번스          | 헤비급   |                   |        | 알버트 아이어턴        | KO1 승    | 프레더릭 모스틴 파크스 | 2:1 승    | 알버트 올드먼     | KO1 패    | 2         |
| 아서 머도치            | 미들급   | 윌리엄 필로       | 1:2 패 | 진출 못함              | 진출 못함 | 진출 못함              | 진출 못함 | 진출 못함         | 진출 못함 | 6         |
| 알버트 아이어턴        | 헤비급   |                   |        | 시드니 이번스          | KO1 패    | 진출 못함              | 진출 못함 | 진출 못함         | 진출 못함 | 4         |
| 알버트 올드먼          | 헤비급   |                   |        | 이안 마이럼스          | KO1 승    | 부전승                 | 부전승    | 시드니 이번스     | KO1 승    | 1         |
| 에드워드 아담스        | 페더급   |                   |        | 리차드 건              | 0:2 패    | 진출 못함              | 진출 못함 | 진출 못함         | 진출 못함 | 5         |
| 에드워드 피어맨        | 라이트급 | 프레더릭 그레이스 | 0:2 패 | 진출 못함              | 진출 못함 | 진출 못함              | 진출 못함 | 진출 못함         | 진출 못함 | 7         |
| 윌리엄 디스            | 미들급   | 레지널드 베이커   | KO2 패 | 진출 못함              | 진출 못함 | 진출 못함              | 진출 못함 | 진출 못함         | 진출 못함 | 6         |
| 윌리엄 웹              | 밴텀급   |                   |        | 헨리 페리              | 2:1 승    | 존 컨던                | 0:2 패    | 진출 못함         | 진출 못함 | 3         |
| 윌리엄 차일즈          | 미들급   | 가스통 아스파     | KO2 승 | 레지널드 베이커        | 0:2 패    | 진출 못함              | 진출 못함 | 진출 못함         | 진출 못함 | 5         |
| 윌리엄 필로            | 미들급   | 아서 머도치       | 2:1 승 | 부전승                 | 부전승    | 레지널드 베이커        | KO1 패    | 진출 못함         | 진출 못함 | 3         |
| 이안 마이럼스          | 헤비급   |                   |        | 알버트 올드먼          | KO1 패    | 진출 못함              | 진출 못함 | 진출 못함         | 진출 못함 | 4         |
| 조니 더글러스          | 미들급   | 렌 두델           | KO1 승 | 부전승                 | 부전승    | 루벤 원스              | KO2 승    | 레지널드 베이커   | 2:1 승    | 1         |
| 조지 제섭              | 라이트급 | 프랭크 오스번     | KO1 승 | 프레더릭 스필러        | KO2 패    | 진출 못함              | 진출 못함 | 진출 못함         | 진출 못함 | 4         |
| 존 를로이드            | 페더급   |                   |        | 허 로딘                | 0:2 패    | 진출 못함              | 진출 못함 | 진출 못함         | 진출 못함 | 5         |
| 존 컨던                | 밴텀급   |                   |        | 피에르 마지오          | KO3 승    | 윌리엄 웹              | 2:0 승    | 헨리 토머스       | 0:2 패    | 2         |
| 찰스 모리스            | 페더급   |                   |        | 에드워드 아담스        | 2:0 승    | 허 로딘                | 2:0 승    | 리차드 건         | 0:2 패    | 2         |
| 프랭크 맥걱            | 밴텀급   |                   |        | 헨리 토머스            | 0:2 패    | 진출 못함              | 진출 못함 | 진출 못함         | 진출 못함 | 4         |
| 토머스 링거            | 페더급   |                   |        | 루이 콩스탕            | 2:0 승    | 리차드 건              | 0:2 패    | 진출 못함         | 진출 못함 | 4         |
| 패트릭 피              | 라이트급 | 프레더릭 스필러   | 0:2 패 | 진출 못함              | 진출 못함 | 진출 못함              | 진출 못함 | 진출 못함         | 진출 못함 | 7         |
| 프랭크 오스번          | 라이트급 | 프랭크 오스번     | KO1 패 | 진출 못함              | 진출 못함 | 진출 못함              | 진출 못함 | 진출 못함         | 진출 못함 | 7         |
| 프레더릭 그레이스      | 라이트급 | 에드워드 피어맨   | 2:0 승 | 맷 웰스                | 2:0 승    | 부전승                 | 부전승    | 프레더릭 스필러   | 2:0 승    | 1         |
| 프레더릭 모스틴 파크스 | 헤비급   |                   |        | 해럴드 브리워          | 2:0 승    | 시드니 이번스          | 1:2 패    | 진출 못함         | 진출 못함 | 3         |
| 프레더릭 스필러        | 라이트급 | 패트릭 피         | 2:0 승 | 조지 제섭              | KO2 승    | 해리 존슨              | 2:0 승    | 프레더릭 그레이스 | 0:2 패    | 2         |
| 해럴드 브리워          | 헤비급   |                   |        | 프레더릭 모스틴 파크스 | 0:2 패    | 진출 못함              | 진출 못함 | 진출 못함         | 진출 못함 | 4         |
| 해럴드 홀름스          | 라이트급 | 앙드레 부비에     | KO2 승 | 해럴드 홀름스          | 1:2 패    | 진출 못함              | 진출 못함 | 진출 못함         | 진출 못함 | 4         |
| 해리 존슨              | 라이트급 | 헤밍 한센         | 2:0 승 | 해럴드 홀름스          | 2:1 승    | 프레더릭 스필러        | 0:2 패    | 진출 못함         | 진출 못함 | 3         |
| 허 로딘                | 페더급   |                   |        | 존 를로이드            | 2:0 승    | 찰스 모리스            | 0:2 패    | 진출 못함         | 진출 못함 | 3         |
| 헨리 토머스            | 밴텀급   |                   |        | 프랭크 맥걱            | 2:0 승    | 부전승                 | 부전승    | 존 컨던           | 2:0 승    | 1         |
| 헨리 페리              | 밴텀급   |                   |        | 윌리엄 웹              | 1:2 패    | 진출 못함              | 진출 못함 | 진출 못함         | 진출 못함 | 4         |

## 사격
| 선수                                                                          | 세부 종목             | 점수 | 순위 |
| 리차드 버닛                                                                   | 100yd 자유 소총       | 92   | 4    |
| 모리스 매튜스                                                                 | 고정 타겟 소구경 소총 | 384  | 4    |
| 모리스 블루드                                                                 | 100yd 자유 소총       | 92   | 3    |
| 모리스 블루드                                                                 | 300m 자유 소총 3자세  | 825  | 11   |
| 알렉산더 잭슨                                                                 | 300m 자유 소총 3자세  | 771  | 20   |
| 알버트 테일러                                                                 | 고정 타겟 소구경 소총 | 376  | 7    |
| 에드워드 아무어                                                               | 고정 타겟 소구경 소총 | 383  | 5    |
| 윌리엄 핌                                                                     | 고정 타겟 소구경 소총 | 379  | 6    |
| 제이스 월링퍼드                                                               | 300m 자유 소총 3자세  | 828  | 10   |
| 조슈아 밀너                                                                   | 100yd 자유 소총       | 98   | 1    |
| 아서 와일드                                                                   | 고정 타겟 소구경 소총 | 370  | 10   |
| 아서 커널                                                                     | 고정 타겟 소구경 소총 | 387  | 1    |
| 알렉산더 로저스                                                               | 100yd 자유 소총       | 82   | 28   |
| 윌리엄 밀른                                                                   | 고정 타겟 소구경 소총 | 363  | 14   |
| 잭 워너                                                                       | 고정 타겟 소구경 소총 | 373  | 9    |
| 제임스 밀른                                                                   | 고정 타겟 소구경 소총 | 368  | 12   |
| 조지 번스                                                                     | 고정 타겟 소구경 소총 | 385  | 3    |
| 존 셀러스                                                                     | 100yd 자유 소총       | 91   | 6    |
| 존 홉턴                                                                       | 100yd 자유 소총       | 84   | 24   |
| 테드 랜킨                                                                     | 100yd 자유 소총       | 92   | 4    |
| 토머스 캘드웰                                                                 | 100yd 자유 소총       | 91   | 6    |
| 토머스 프리맨틀                                                               | 100yd 자유 소총       | 87   | 16   |
| 피터 와이트헤드                                                               | 100yd 자유 소총       | 86   | 19   |
| 윌리엄 밀른                                                                   | 고정 타겟 소구경 소총 | 실격 | -    |
| 해럴드 험비                                                                   | 고정 타겟 소구경 소총 | 386  | 2    |
| 해럴드 호킨스                                                                 | 고정 타겟 소구경 소총 | 374  | 8    |
| 헨리 체이니                                                                   | 300m 자유 소총 3자세  | 671  | 40   |
| R. 호킨스                                                                     | 300m 자유 소총 3자세  | 752  | 26   |
| 로버트 브라운 제시 월링퍼드 존 보스토크 찰스 처처 토머스 러달 해럴드 호킨스   | 300m 자유 소총 단체전 | 4355 | 6    |
| 아서 풀턴 윌리엄 패드깃 존 마틴 플리우드 베를리 필립 리차드슨 허코트 오먼드선 | 군사 소총 단체전      | 2497 | 2    |

## 참고 자료
- (영어) “Great Britain at the 1908 London Summer Games”. sports-reference.com. 2009년 3월 26일에 원본 문서에서 보존된 문서. 2011년 5월 27일에 확인함.